# Астрономические шахматы

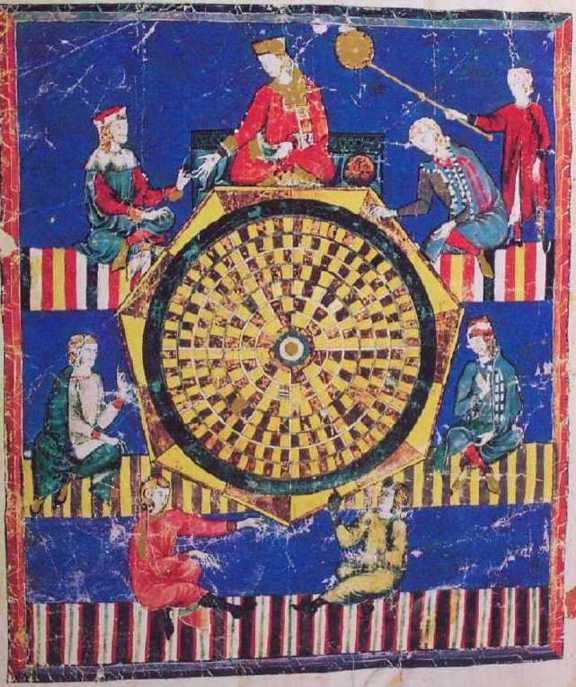
Астрономические шахматы в «Libro de los Juegos»

Астрономические шахматы для семи человек — игра из книги «Libro de los Juegos» («Книга игр») написанной при короле Альфонсе X Мудром в 1283 году. Игра велась на круглой доске с концентрическими кругами. Небо, знаки Зодиака и планеты — элементы этих шахмат. В книге описывались игры и проблемы игровых ситуаций в шахматы, кости и других игр на досках, лёгших в основу современных нард.
В некоторых источниках астрономические шахматы называют «Зодиак». Как указывает Дэвид Парлет (англ. David Parlett) в своей книге «Oxford history of Board Games», игра не имеет ничего общего с шахматами, а является лишь разновидностью игры в кости.

## Правила игры
Игральные фишки игроков представляют собой планеты. В начале игры игроки делают ставки. Затем по очереди бросают семисторонний кубик. Выигрыш дополнительно определяет отношение планет друг к другу.